# Oedura
Oedura – rodzaj jaszczurek z rodziny Diplodactylidae, w języku polskim określane jest nazwą oedura lub edura.

## Zasięg występowania
Rodzaj obejmuje gatunki występujące w Australii.

## Charakterystyka
Jaszczurki z tego rodzaju prowadzą naziemny i głównie nocny tryb życia. Wszystkie gatunki z tego rodzaju są jajorodne.

## Systematyka
Rodzaj zdefiniował w 1842 roku angielski zoolog John Edward Gray w rozdziale poświęconym nowym taksonom australijskich gadów i płazów  w publikacji pod redakcją Graya dotyczącej różnorodności zoologicznej. Gatunkiem typowym jest (oznaczenie monotypowe) edura marmurkowa (O. marmorata).

### Etymologia
Oedura: gr. οιδεω oideō ‘pęcznięć, puchnąć’; ουρα oura ‘ogon’.

### Podział systematyczny
Do rodzaju należą następujące gatunki: 
- Oedura argentea Hoskin, Zozaya & Vanderduys, 2018
- Oedura atra Hoskin, 2025
- Oedura bella Oliver & Doughty, 2016
- Oedura castelnaui (Thominot, 1889)
- Oedura cincta De Vis, 1888
- Oedura coggeri Bustard, 1966 – edura Coggera[3]
- Oedura elegans Hoskin, 2019
- Oedura filicipoda King, 1985
- Oedura fimbria Oliver & Doughty, 2016
- Oedura gemmata King & Gow, 1983
- Oedura gracilis King, 1985
- Oedura jowalbinna Hoskin & Higgie, 2008
- Oedura lineata Hoskin, 2019
- Oedura luritja Oliver & McDonald, 2016
- Oedura marmorata Gray, 1842 – edura marmurkowa[3]
- Oedura monilis De Vis, 1888
- Oedura murrumanu Oliver, Laver, Melville & Doughty, 2014
- Oedura nesos Oliver, Jolly, Skipwith, Tedeschi & Gillespie, 2020
- Oedura picta Hoskin, 2019
- Oedura tryoni De Vis, 1884